# Изатуллаев, Павел Серверович
Павел Серверович Изатуллаев (4 августа 1972) — советский, узбекистанский и российский футболист, выступавший на позициях защитника и полузащитника.

## Биография
Начал взрослую карьеру в составе клуба «Зарафшан» (Навои) во второй советской лиге. После распада СССР перешёл в клуб высшей лиги Казахстана «Уралец» (Уральск), но сыграл лишь 5 матчей. На следующий год перешёл в состав дебютанта чемпионата Казахстана «Карачаганак», провёл в команде полтора сезона в высшей и первой лиге. Затем вернулся в свой бывший клуб «Зарафшан», в его составе провёл три сезона в высшей лиге Узбекистана.
В 2000 году перебрался в Россию и выступал за клубы второго дивизиона — «Торпедо-Виктория» (Нижний Новгород), «Диана» (Волжск), «Носта» (Новотроицк). В конце карьеры выступал за любительские клубы.
После окончания карьеры работал детским тренером в Чебоксарах (ДЮСШ «Динамо» и гимназия № 5), имеет первую тренерскую категорию. Тренировал юношеские команды 2000 и 2002 годов рождения. В 2017 году признан лучшим тренером Чувашии.